# WASP-3b
WASP-3b  és un planeta extrasolar que orbita a l'estrella WASP-3 situada a uns 800 anys llum de distància de la constel·lació de la Lira. Va ser descobert a través del mètode de trànsit per SuperWASP,i les observacions de seguiment de la velocitat radial van confirmar que WASP-3b és un planeta. La massa i el radi del planeta indiquen que és un gegant gasós amb una composició volumètrica similar a la de Júpiter. WASP-3b té una distància orbital al voltant de la seva estrella per classificar-la en la classe dels planetes coneguda com a Júpiters calents i té una temperatura atmosfèrica d'uns 1983 K.
WASP-3b no pateix cap estirada gravitacional detectable d'altres cossos en aquest sistema.